# Теодебальд
Теодебальд (около 535 — ноябрь или декабрь 555) — король франков в 547/548 — 555 годах из династии Меровингов. Правил в Австразии. Сын короля Теодеберта I и Деотерии. Имя Теодебальд происходит от франкского «Самый смелый среди народа». Наследовал власть ещё в совершенно юном возрасте и первоначально находился под попечением и присмотром своего учителя.

## Биография

### Посольства от Византии и остготов
Сразу же по вступлении на престол ко двору Теодебальда прибыли посольства от остготов и от византийского императора Юстиниана I. Каждое из посольств старалось перетянуть молодого короля на свою сторону. Дело в том, что вот уже почти полтора десятилетия народ остготов вёл войну с византийскими войсками Юстиниана за право обладания Италией.

«Послы готов просили не презирать их, притесняемых римлянами, но предпринять в союзе с ними войну и оказать поддержку соседнему и дружественному народу, который в противном случае стоит перед угрозой окончательной гибели. Указали далее, что и для них величайшая выгода не позволять римлянам слишком усилиться; наоборот, они должны помешать всячески их усилению. Ибо если те уничтожат весь народ готский, то тотчас же поведут войска на вас (франков) и возобновят старые войны. У них не будет недостатка в законных поводах для прикрытия своей жадности …»

«Император Юстиниан отправил к Теодебальду посольство во главе с сенатором Леонтием, приглашая его заключить с ним союз для борьбы против Тотилы и готов и требуя, чтобы они удалились из тех мест Италии, которыми постарался завладеть Теодеберт незаконно. Когда Леонтий прибыл к Теодебальду, он сказал следующее: „Император Юстиниан не раньше решился на эту войну и не прежде явно начал с готами военные действия, чем франки обещали ему помощь в этой борьбе, во имя дружбы и союза получив от него большие деньги. И вот, вместо того, чтобы счесть себя обязанным сделать что-либо из обещанного, вы нанесли римлянам такие обиды, какие нелегко себе даже представить. Ибо отец твой Теодеберт, не имея на это никакого права, решил вторгнуться в ту страну, которой император овладел по праву войны с великим трудом и опасностями, причём франки в этом деле совершенно не участвовали. … А затем, конечно, я претендую на то, чтобы вы вместе с нами пошли войной на Тотилу, выполняя тем договор, заключенный твоим отцом. Законным наследникам и сыновьям подобает больше всего исправлять то, в чем случайно погрешили их родители …“. 
Теодебальд же ему ответил: „Приглашая нас в союзники против готов, вы поступаете и не хорошо и не справедливо. В данный момент готы — наши друзья. Если бы франки по отношению к готам оказались не верными в своём слове, то и в ваших глазах они никогда не заслужат доверия. Мысль, хотя бы один раз показавшая себя преступной по отношению к друзьям, отныне всегда стремится сойти с пути правды. Относительно же того, что вы говорите о занятых нами местностях, я вот что скажу. Отец мой Теодеберт никогда не хотел проявить насилия против кого-либо из соседей … Эти местности он и не отнимал у римлян, но получил их от Тотилы, который владел ими и отдал их ему без всякий условий“».
Теодебальд же решил в открытую не помогать ни одной из сторон, а занять выжидательную позицию. По словам Агафия Миринейского, «Теодебальд — юноша трусливый и невоинственный, к тому же совершенно больной вследствие разных телесных недугов — был совершенно не на стороне послов и полагал, что не следует ради чужих несчастий обременять самих себя».

### Поход в Италию франко-алеманнского контингента

#### Победа над герулами Фулкариса
Однако, Теодебальд якобы не стал противится желанию вождей алеманнов двух братьев Левтариса и Бутилина, поставленных над народом алеманнов ещё его отцом, оказать помощь остготам. Собрав 75 000 воинов из алеманнов и франков, Левтарис и Бутилин устремились в Италию. Византийский главнокомандующий Нарсес послал навстречу им вождя герулов Фулкариса. У города Парма, уже занятого франками, Бутулин устроил засаду. Он разместил отборный отряд воинов в амфитеатре находящемся вне стен города. Когда герулы и византийцы Фулкариса шли освобождать этот город, ещё не готовые к бою и в походном строю, отборный отряд неожиданно напал на них с тыла. Часть войска Фулкариса разбежалась, а часть была окружена и перебита. В бою пал и вождь герулов, предпочтя постыдному бегству смерть.

#### Разграбление Италии
Франко-алеманнский контингент начал медленно продвигаться вглубь Италии, на своём пути всё грабя и опустошая. Далеко обойдя город
Рим и всю его округу, они двинулись дальше. Когда же они пришли в Самний, то там разделились на два отряда. Бутилин с большим сильнейшим войском отправился к Тирренскому побережью, опустошил большую часть Кампании, вступил в Луканию, а затем вторгся в Бруттий и дошёл до самого пролива, который разделяет остров Сицилию и Италию. На долю же Левтариса, ведущего остальное войско, выпало разграбление Апулии и Калабрии. Дошёл он до города Гидрунта (ныне Отранто), который расположен у побережья Адриатического моря, откуда начинается Ионический залив.

#### Смерть вождя Левтариса
Летом 554 года Левтарис задумал вернуться на родину чтобы вывезти награбленные сокровища. Огромный обоз мешал быстрому передвижению франков. Он послал к брату гонцов, чтобы тот присоединился к нему. Однако Бутилин клятвенно обязался готам, что будет воевать с ними против римлян, и потому они его чтили и даже обещали выбрать своим королём. Он принял решение остаться и довести войну до победного конца. Левтарис же со своим ополчением немедленно отправился обратно с тем намерением, что, когда он безопаснейшим образом вывезет добычу и вернётся домой, то тотчас же пошлёт войско обратно на помощь брату. До самого Пиценума отступление Левтариса проходило без затруднений, но у городка Пизавра (ныне Пезаро) прибывшие на подмогу Нарсесу армянин Артабан и гунн Улдах из засады напали на передовой отряд франков и нанесли им значительный урон. Хотя численность войска византийцев была недостаточной, чтобы одержать окончательную победу, но, в сложившейся неразберихе пленные угнанные франками в полон, оставленные без присмотра, разбежались, расхитив значительную часть добычи. Продвигаясь дальше на север Левтарис достиг страны венетов (современная область Венеция) и тут их настигла чума. Почти всё войско Левтариса и сам военачальник погибли от эпидемии.

#### Разгром вождя Бутилина
Между тем наступила осень и Бутилин, войско которого также несло значительные потери от чумы, опустошив весь юг Италии, двинулся на север к Риму, где его поджидал Нарсес. Нарсес заранее позаботился, чтобы вывезти все съестные припасы из местностей по которым будет проходить отступление Бутилина и франки стали страдать от голода, что ещё больше усилило смертность среди них. Достигнув реки Вольтурно в Кампании, Бутилин стал на её берегу лагерем, окружил лагерь повозками и даже засыпал эти повозки по оси землёй, создав что то наподобие вала. Мост через реку он укрепил построенной деревянной башней. Сделав эти приготовления он стал ждать Нарсеса, спешащего к нему навстречу с войском. Несмотря на огромные потери от голода и чумы, у Бутулина всё ещё было грозное войско исчислявшееся более чем в 30 000 вооружённых людей. Византийские же силы с трудом на тот момент доходили до 18 000 человек.
Византийцы подожгли башню прикрывающую мост, с помощью повозки с сеном, и захватили инициативу в свои руки. Нарсес расположил свои войска так, что на флангах у него находились самые сильные части и вся конница. Центр войска должны были прикрывать герулы Синдуала, которые к тому же не успели подойти к началу сражения. Франки и алеманны, шедшие клином, легко прорвали почти не защищённый центр византийского войска и вообразили, что уже одержали победу. Но тут подошли герулы и стали их теснить, а фланги Нарсеса обойдя войско франков с тыла полностью окружили его. Сгрудившееся в кучу войско франков, осыпаемое градом стрел, было полностью деморализовано и попыталось спастись бегством. Однако византийские всадники легко настигали франков и алеманнов, всё войско которых было почти сплошь пешим и убивали их. Много воинов Бутилина утонуло в реке пытаясь переплыть её. В сече пал и сам Бутилин. Победа Нарсеса была полной. По словам Агафия Миринейского из войска франков уцелело лишь пять человек, ускользнувших каким-то образом, а среди римлян погибло только 80 воинов. Данные о потерях франков, наверное, сильно преувеличены, а византийцев, — наоборот, сильно приуменьшены. У византийцев, видимо, были посчитаны павшими только римские воины, и не учитывались герулы, которые и приняли на себя главный удар франков, а также и остготы Алигерна, которые в этом сражении сражались уже на стороне императора Юстиниана. О разгроме франкского контингента в Италии и гибели её полководца повествует и Марий Аваншский в своей хронике: «В это время Буцелен, вождь франков, в битве с римлянами погиб вместе со всем своим войском».

### Смерть короля Теодебальда
Григорий Турский отмечает, что Теодебальд был злым королём и вызывал большой страх и ненависть у своих подданных. Теодобальд взял в жены Вульдетраду, вторую дочь короля лангобардов Вахо, сестру Визигарды (552 год).
Король же был сильно болен, и из-за боли в нижней части спины он не мог выпрямиться. Он медленно умирал и, наконец, скончался на 7-м году своего правления в ноябре или декабре 555 года. Теодебальд умер бездетным. Хлотарь I, женившись на молодой вдове Теодебальда Вультетраде, захватил его земли, ничем не поделившись с братом Хильдебертом. Но так как епископы его за это порицали, он оставил её, дав ей в мужья герцога баваров Гарибальда I.
В 556 году византийское войско полностью выбило франков из Северной Италии, восстановив власть императора над теми землями которые в своё время завоевал король Теодеберт I.